# ロジェール・デ・オリヴェイラ・ベルナルド
ロジェール・デ・オリヴェイラ・ベルナルド（Roger de Oliveira Bernardo、1985年8月10日 - ）は、ブラジル・サンパウロ州リオ・クラロ出身のプロサッカー選手。ポジションは、ミッドフィールダー。

## 経歴
ロジェールはキャリア前半にはブラジルでプレーし、2017年にブラジルのアトレチコ・ミネイロに復帰するまでの7年間、ドイツのエネルギー・コットブスとFCインゴルシュタット04でレギュラーとして活躍した。
2018年3月、アトレチコ・ミネイロとの契約満了により同クラブを退団した。
2018年7月、イスラエル・プレミアリーグのハポエル・テルアビブFCに加入した。